# Doppelter Spierenstich
Der Doppelte Spierenstich ist ein Knoten zum sicheren Verbinden zweier Seile. Man erhält eine stärker gesicherte Verbindung als beim einfachen Spierenstich.

## Anwendung
Der Doppelte Spierenstich wird im Alpinsport zum Verbinden zweier Seile verwendet.
Der Doppelte Spierenstich besteht aus zwei Doppelten Überhandknoten, haben diese eine jeweils andere Orientierung spricht man von einem unsymmetrischen Knoten, haben sie dagegen die gleiche Orientierung, sprich sind sie gegenläufig geknüpft, ist der Knoten als ganzes symmetrisch, bzw. regelmäßig.

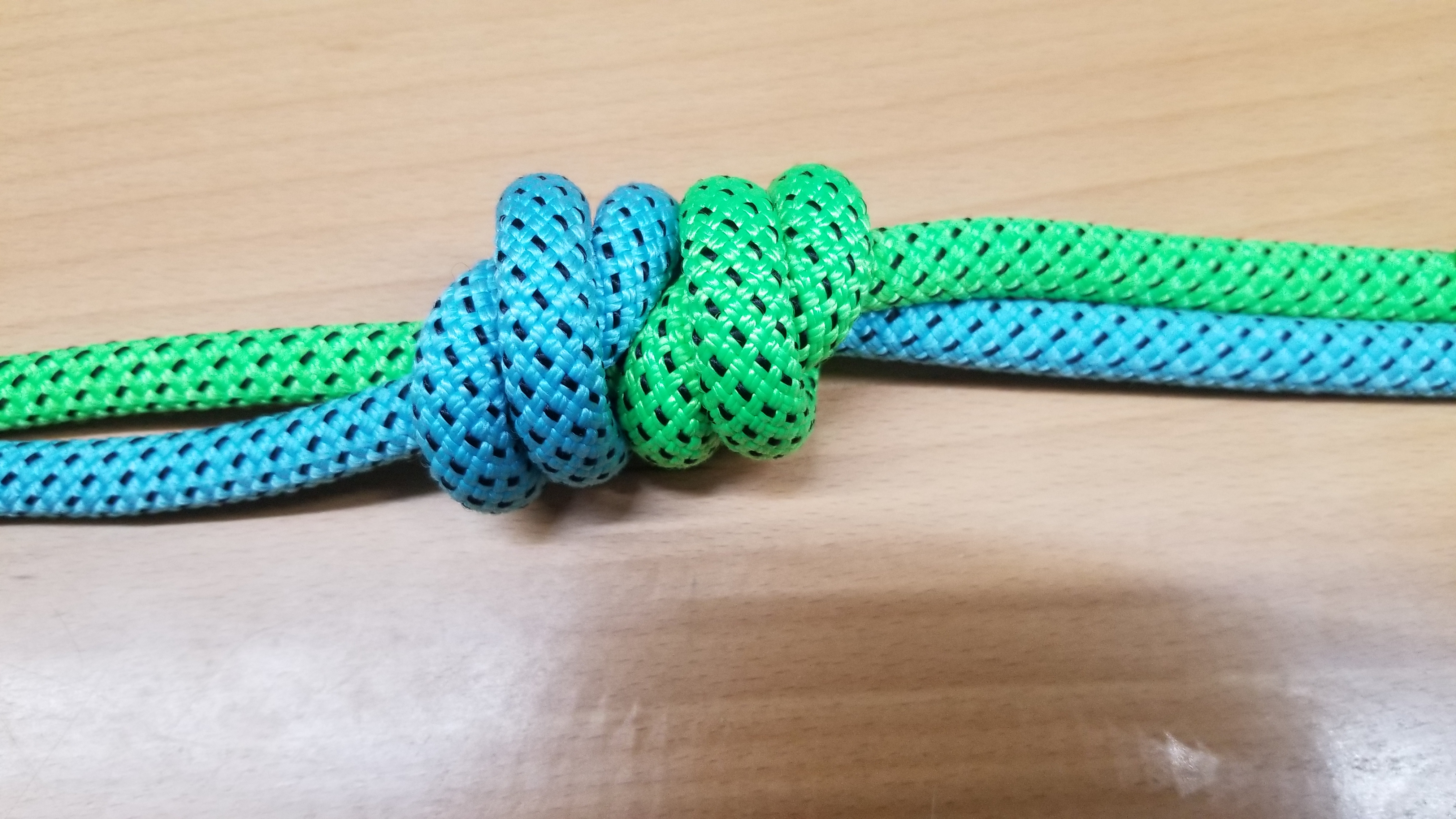
Symmetrische Form
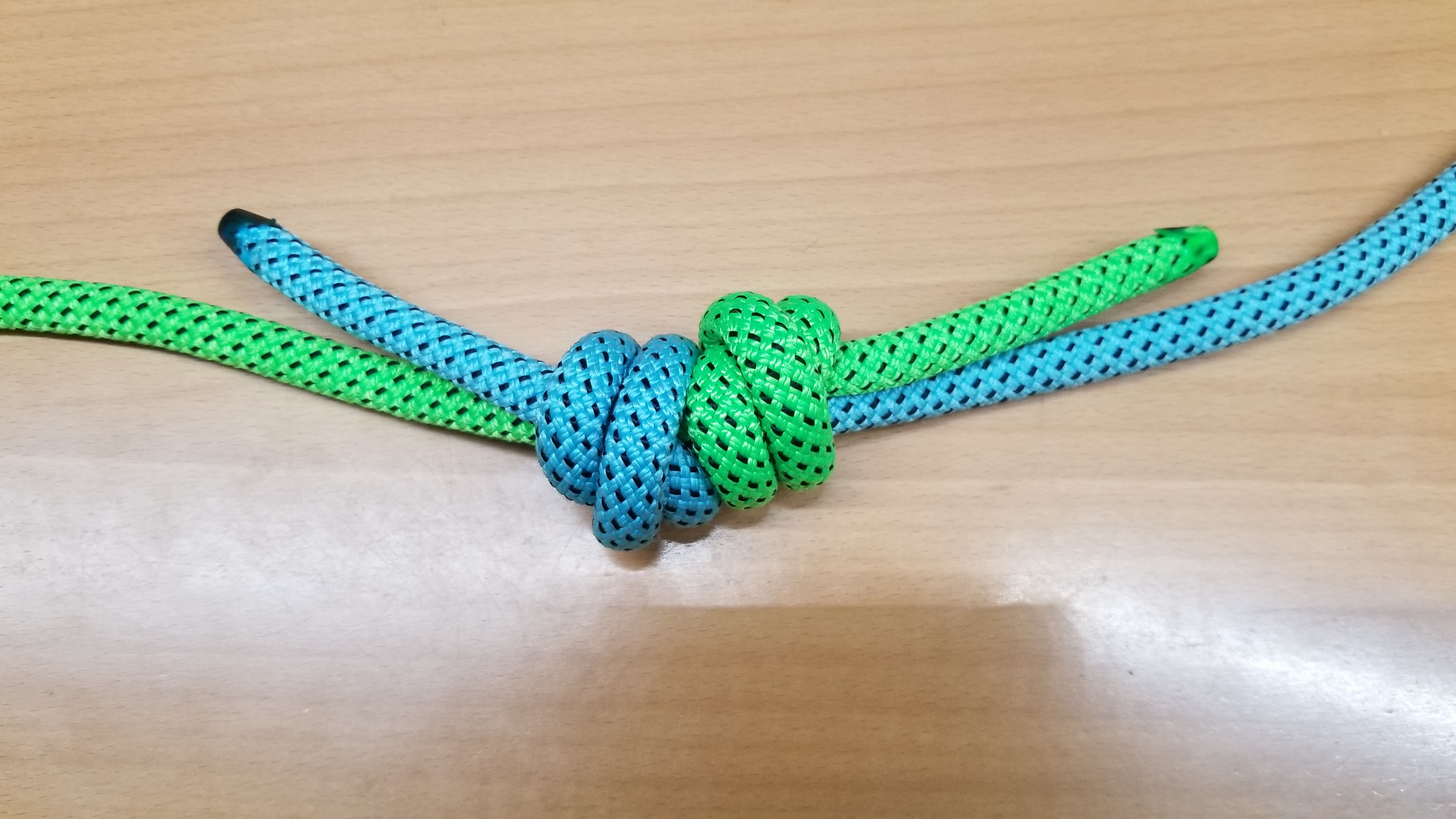
Unsymmetrische Form

Zum Abseilen empfiehlt sich die Tropfenform, da der Knoten so besser durch Karabinerhaken rutscht und sich weniger in Felsspalten verhängen kann. Die Knotenfestigkeit des Doppelten Spierenstichs ist wesentlich besser als die des Einfachen Spierenstichs; der Dreifache T-Kreuzschlag  (früher „Dreifacher T-Spierenstich“) ist nochmal deutlich besser als der Doppelte Spierenstich.

## Knüpfen

### Linienform
Zwei Seilenden werden gegenläufig übereinander gelegt. Mit dem einen Seilende wird um das andere ein Doppelter Überhandknoten geknüpft. Mit dem anderen Seilende wird über das lange Ende des einen Seiles ein zweiter Doppelter Überhandknoten geknüpft. Beide Knoten werden sorgfältig festgezogen und durch Ziehen an den langen Enden gegeneinander geschoben.

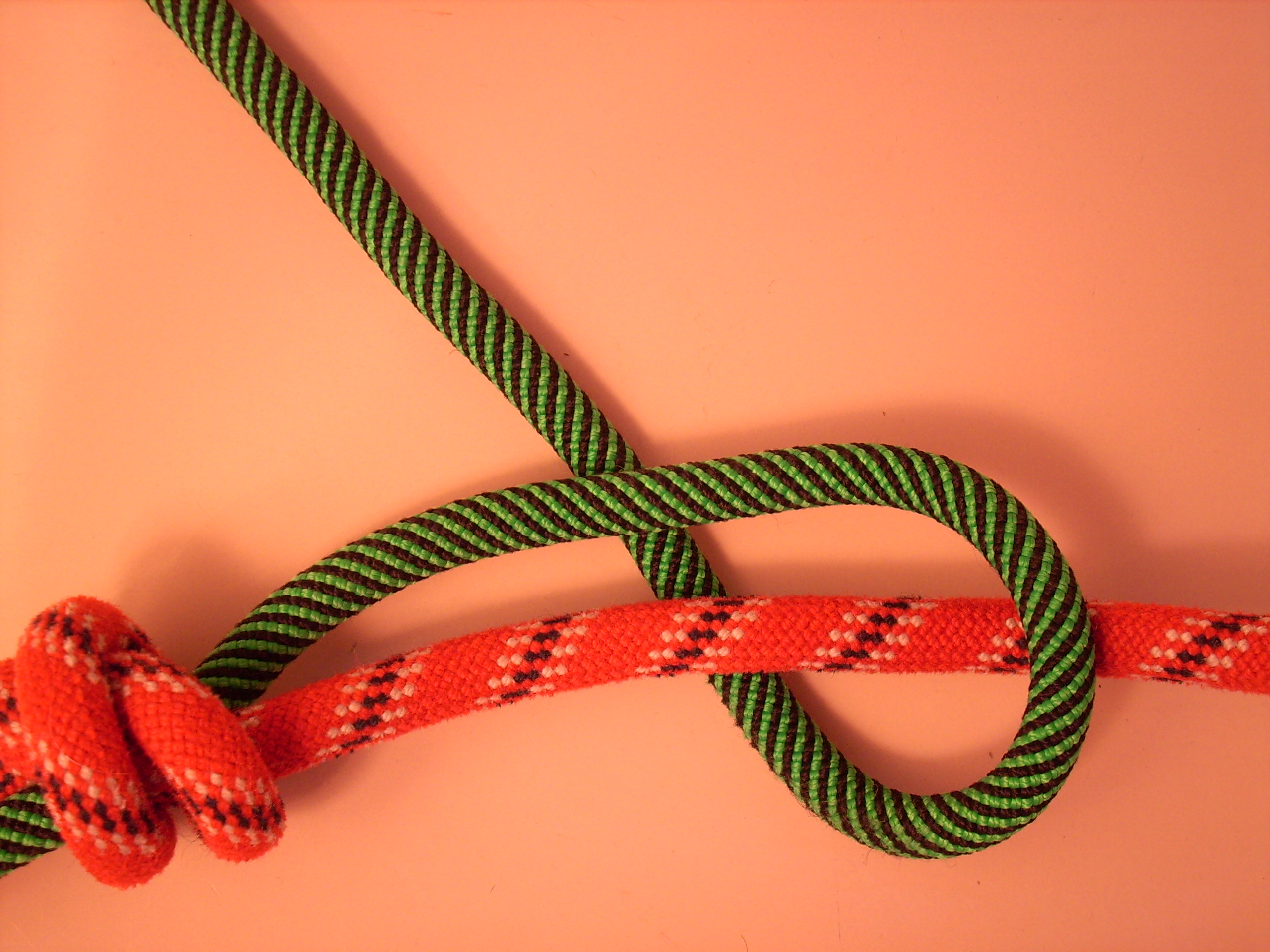
Erster Rundtörn
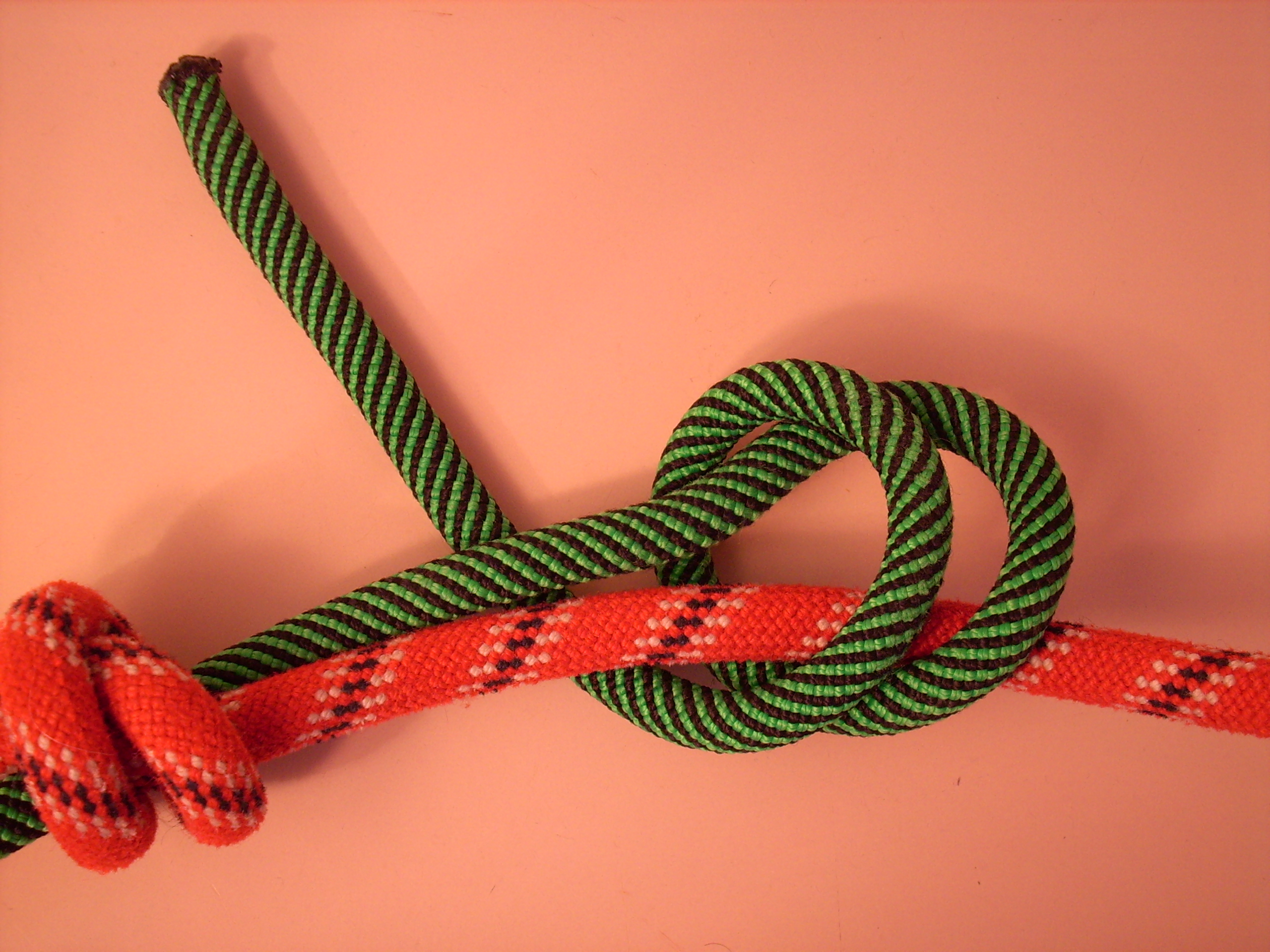
Zweiter Rundtörn
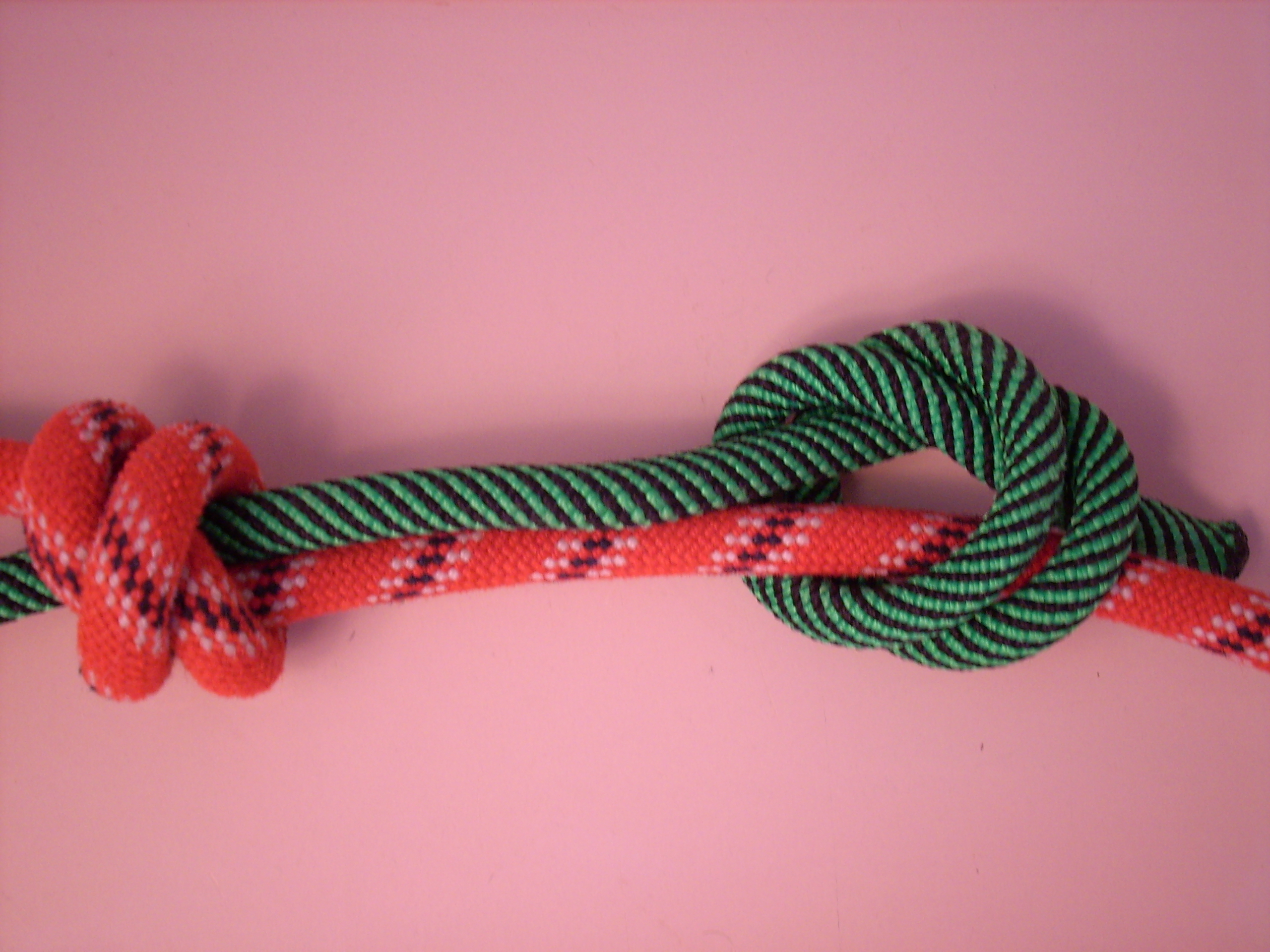
Durchstecken
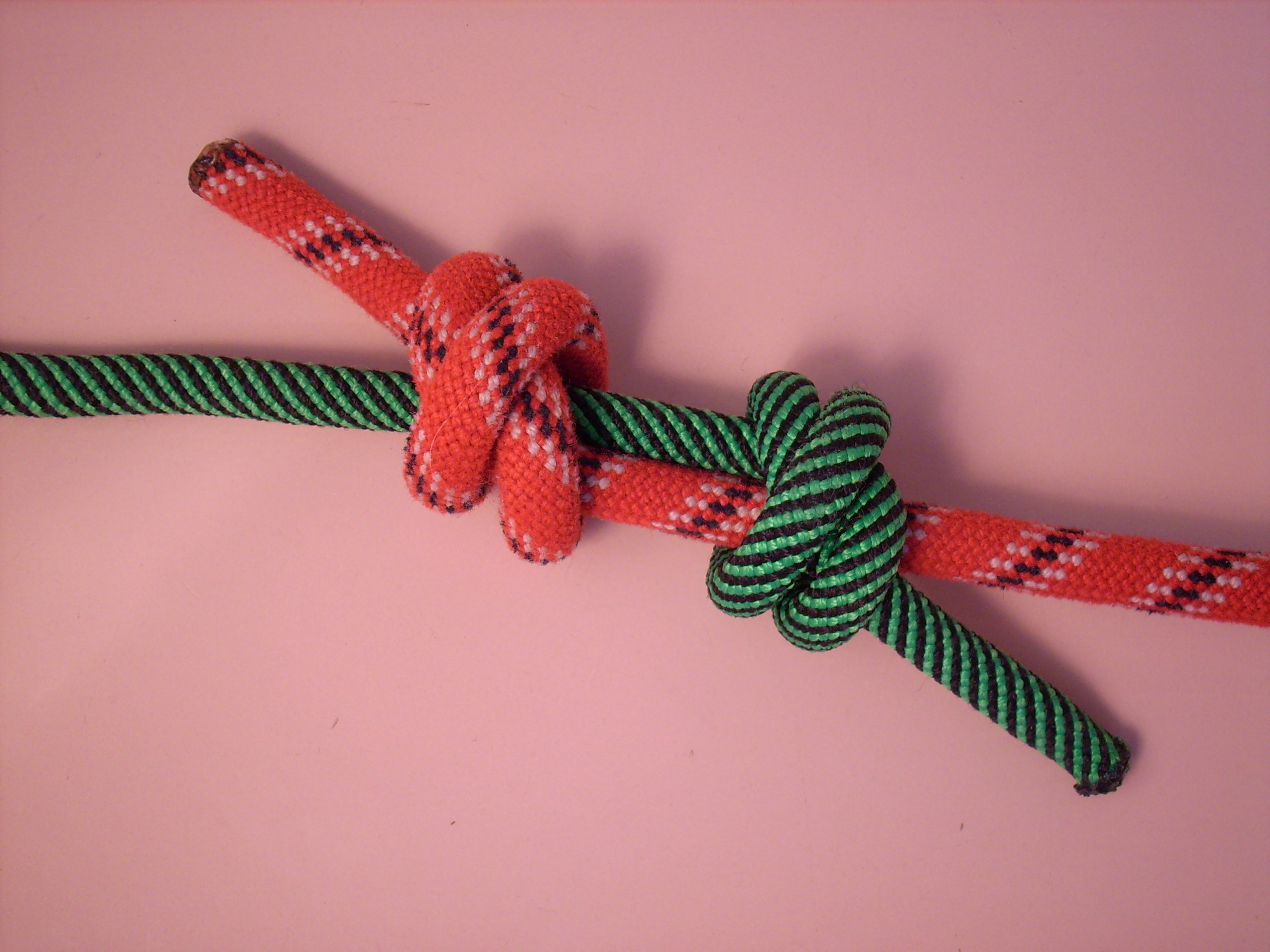
Fast fertig
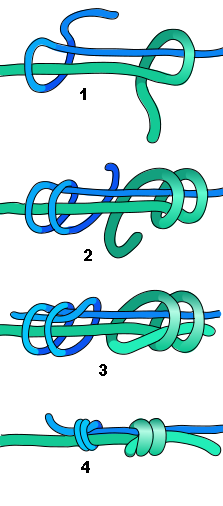
Gezeichneter Ablauf

### Tropfenform
Hier haben die beiden doppelten Überhandknoten auch jeweils die gleiche Orientierung und sind daher symmetrisch.
Zwei Seilenden werden parallel genommen. Mit dem einen Seilende wird um das andere ein Doppelter Überhandknoten geknüpft. Mit dem anderen Seilende wird über das kurze Ende des einen Seiles ein zweiter Doppelter Überhandknoten geknüpft. Beide Knoten werden sorgfältig festgezogen und durch Ziehen an den langen Enden gegeneinander geschoben.

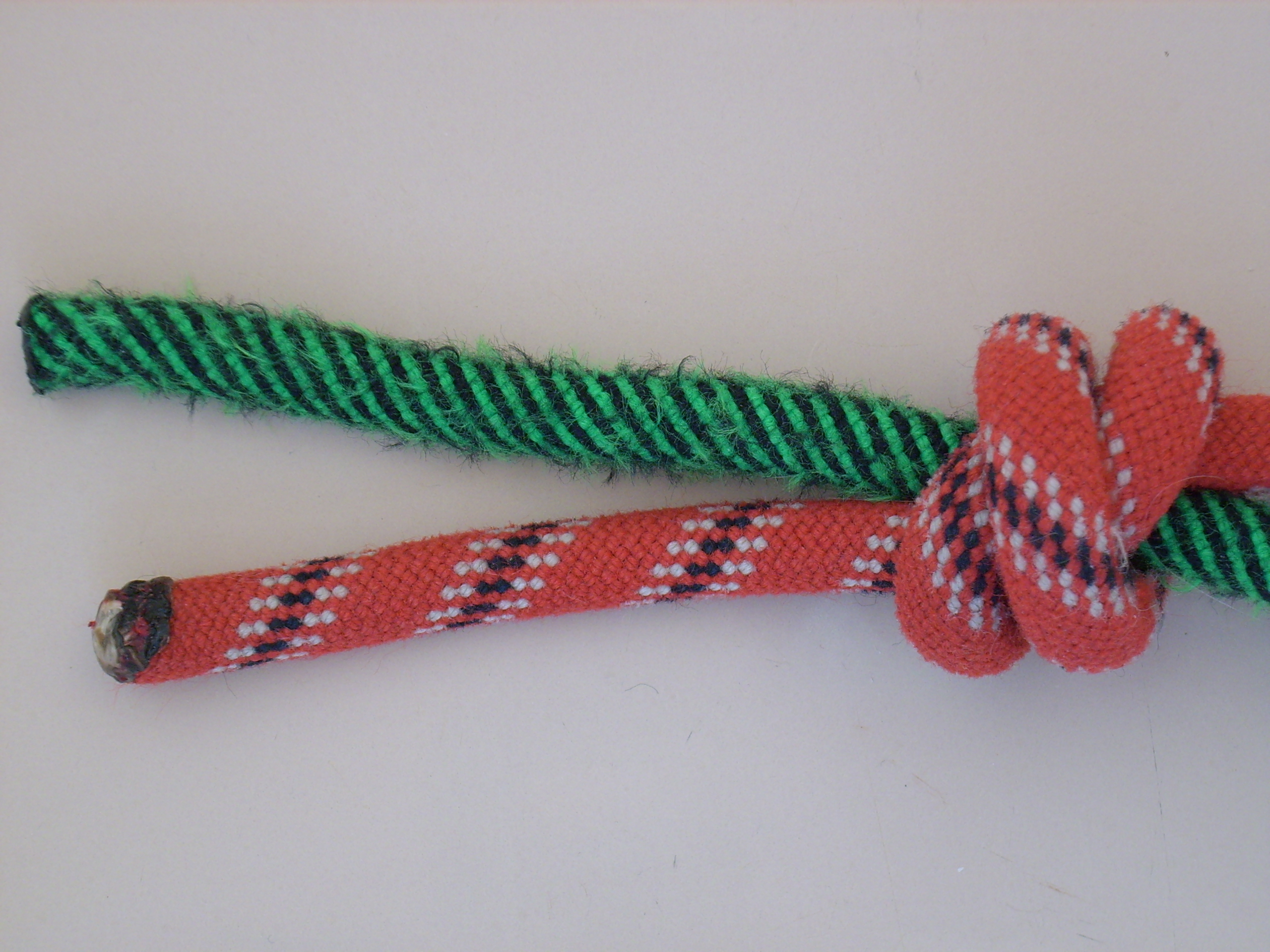
Erster Überhandknoten
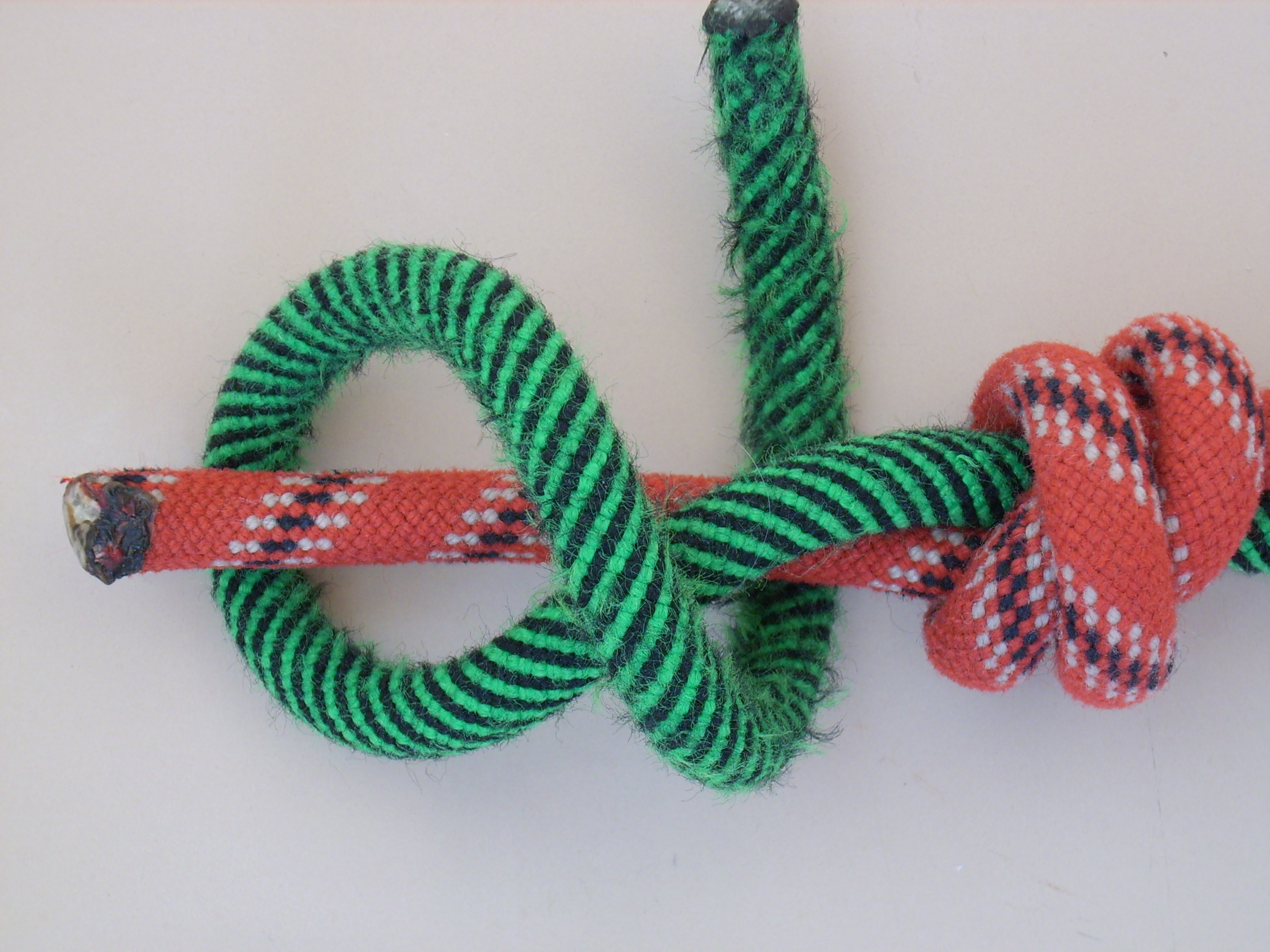
Zwei Rundtörns
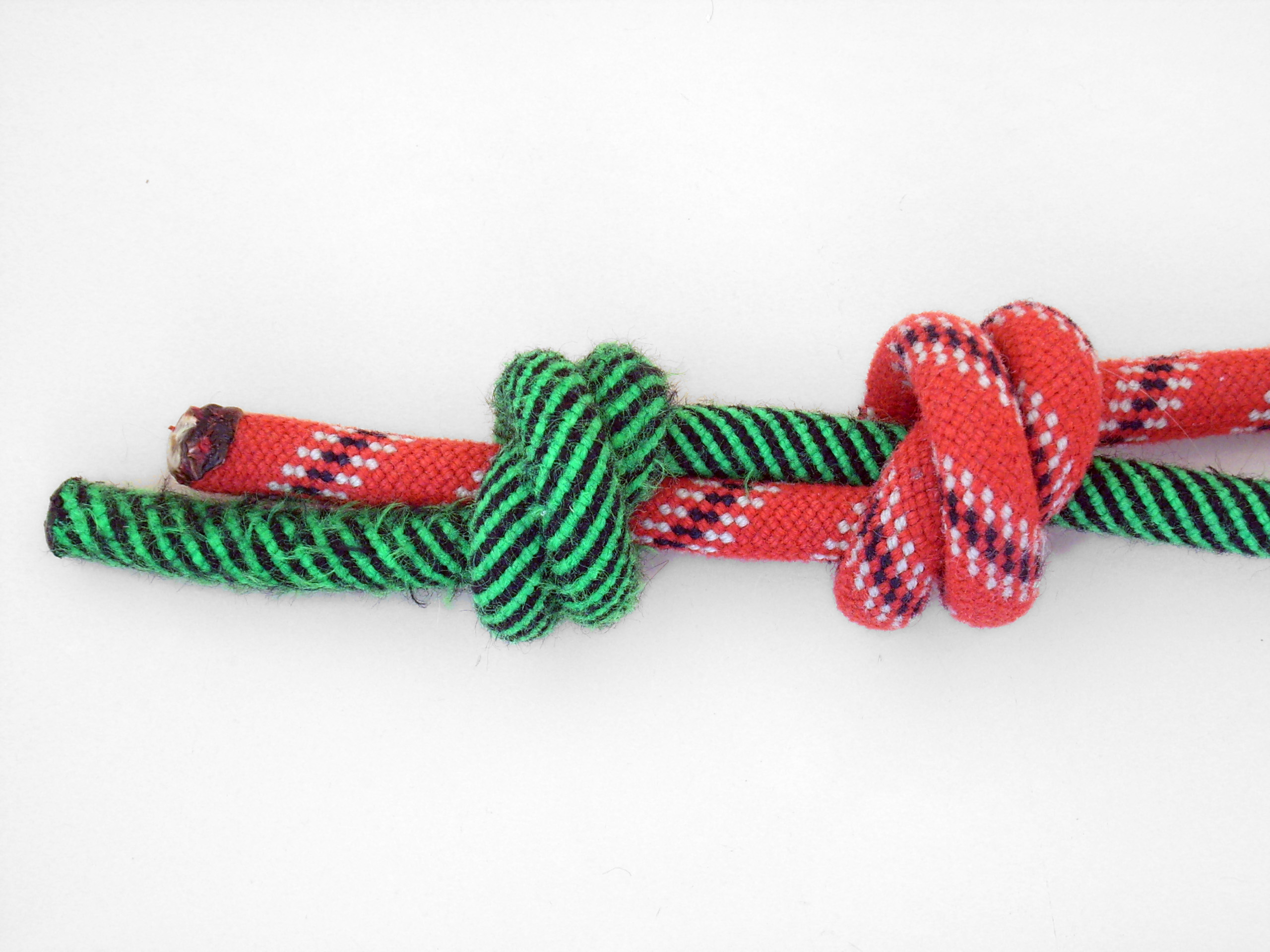
Fast fertig
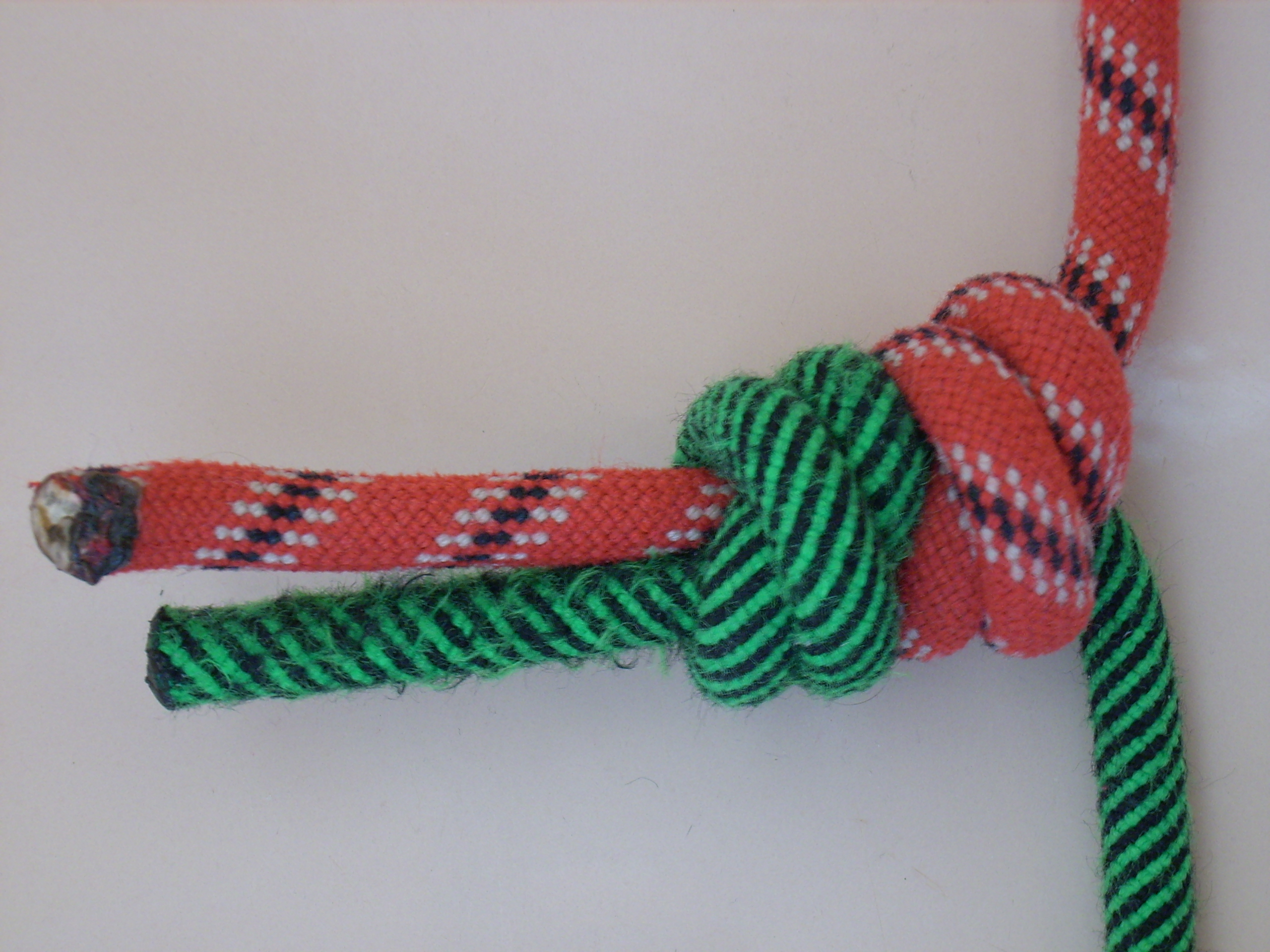
Fertiger Tropfen

### Ringform
Benutzt man nur ein Seil und verbindet dessen beiden Seilenden mit dem Doppelten Spierenstich erhält man einen Spierenstich (Ringform). In dieser Form wird der Spierenstich als Verschluss bei Armbändern verwendet.

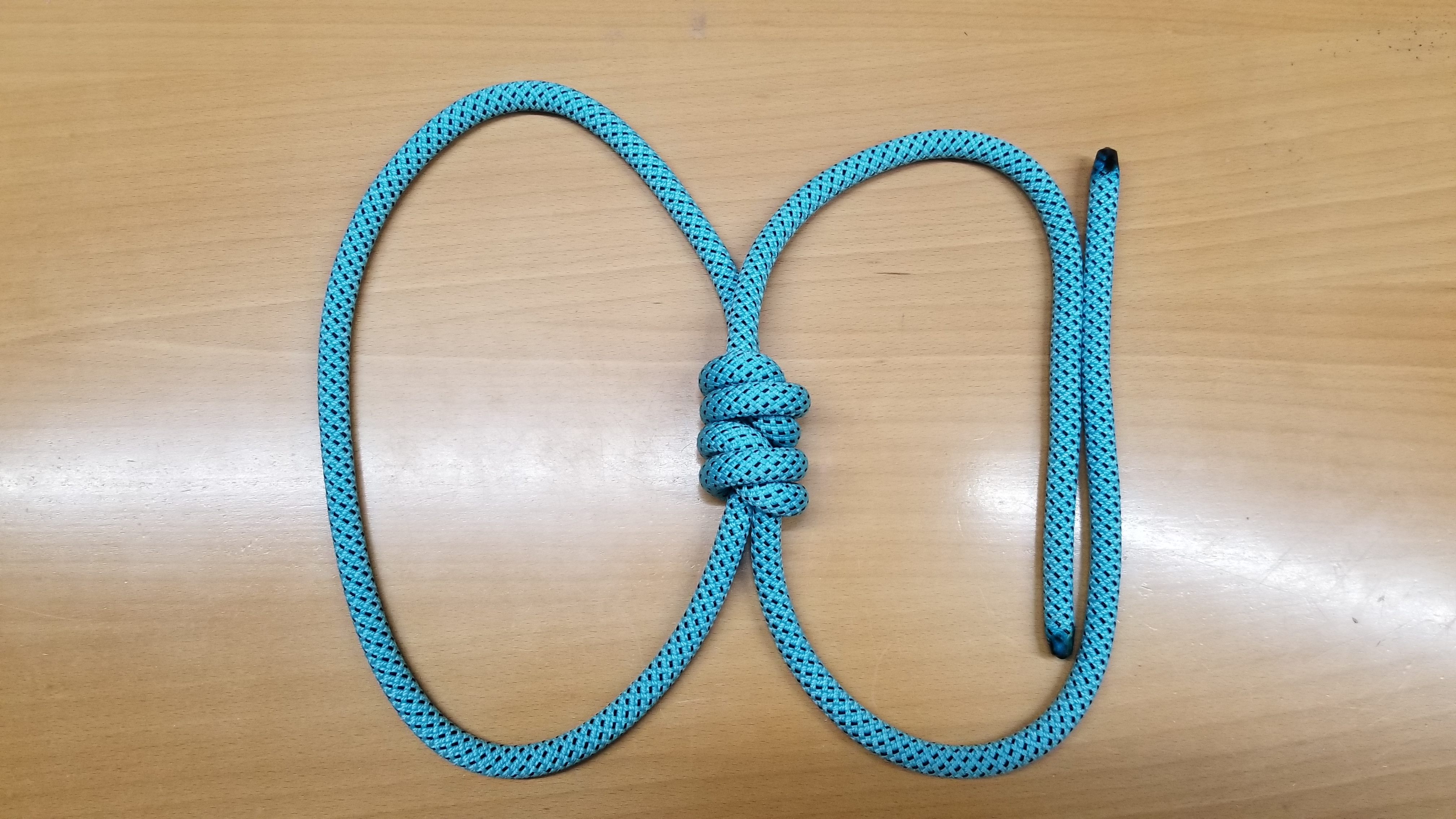
Doppelter Spierenstich (Ringform)

### Schlaufenform
Hier haben die beiden doppelten Überhandknoten auch jeweils die gleiche Orientierung und sind daher symmetrisch. 

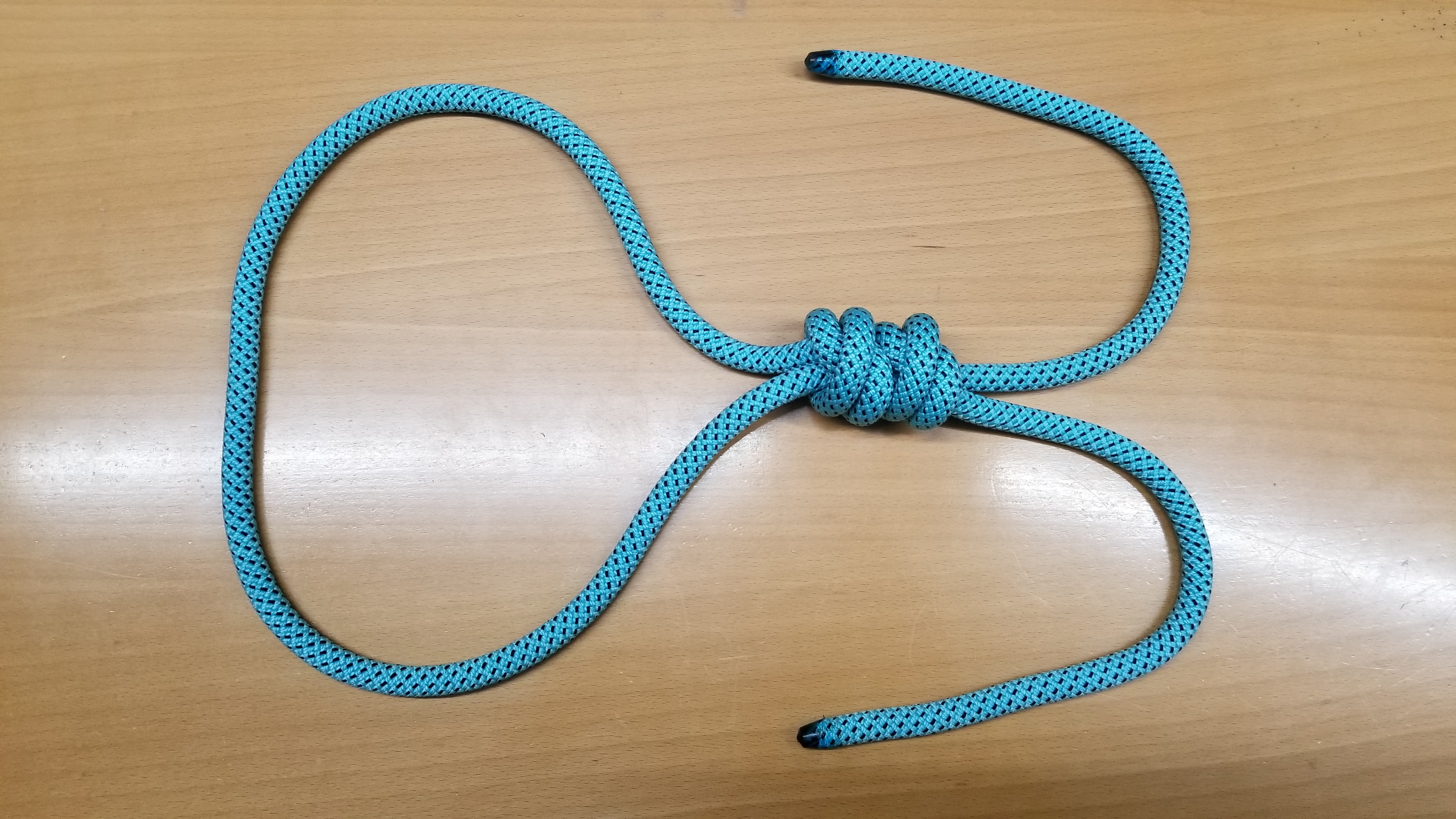

## Alternativen
- Einfacher zu knüpfen ist der einfache Spierenstich, er hält aber schlechter.
- Noch einfacher ist der Sackstich in Tropfenform.
- In der Seefahrt wird der Schotstek oder der Doppelte Schotstek verwendet.
- Bandschlingen werden mit dem Bandschlingenknoten verbunden.

## Abwandlungen
- Werden anstelle der zwei doppelten Überhandknoten nur zwei Einfache Überhandknoten geknüpft, entsteht der einfache Spierenstich.

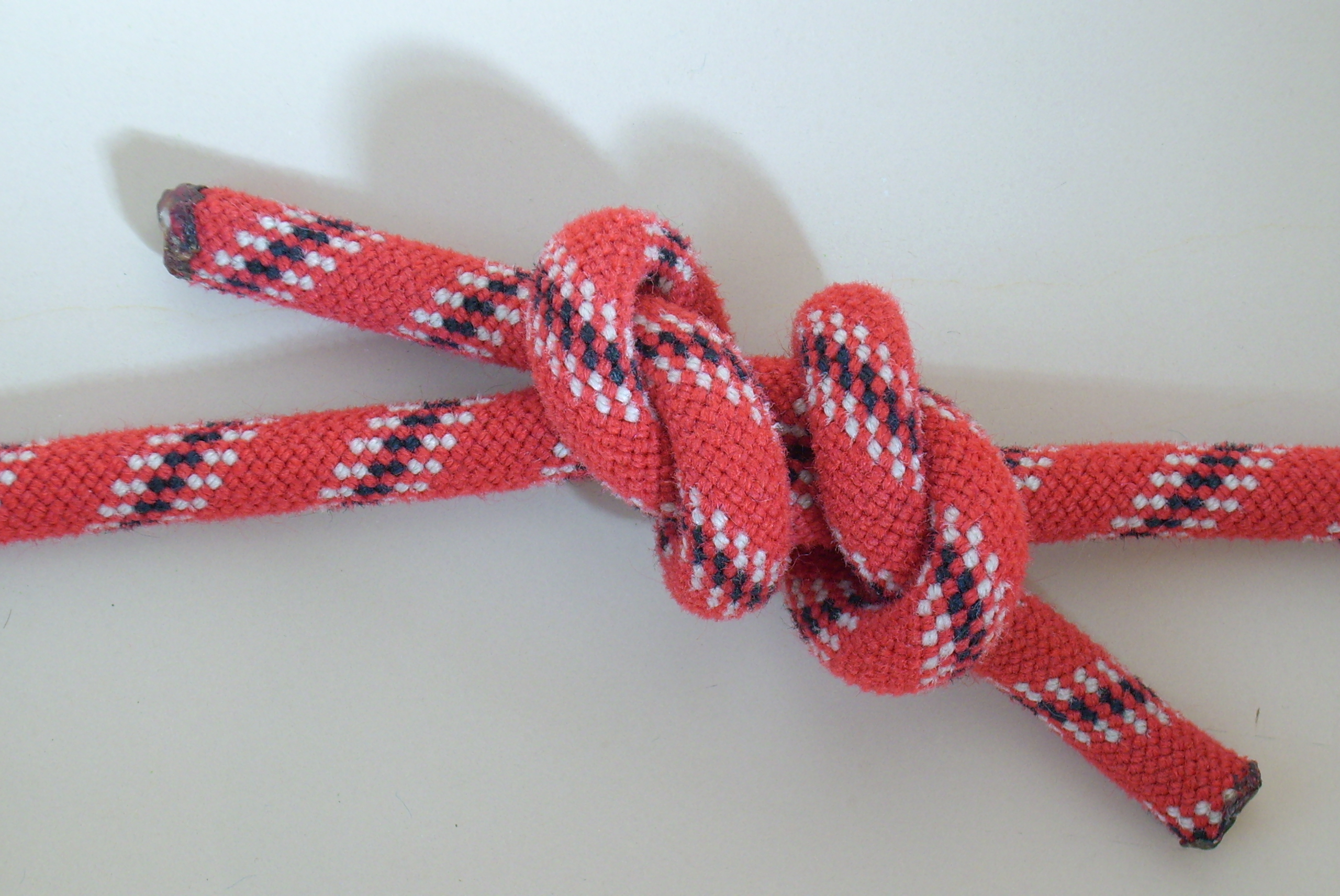
(Einfacher) Spierenstich

- Wird ein einzelner Doppelter Überhandknoten um das feste Ende geknüpft, entsteht der Höhlenknoten. Dieser ist eine zuziehende Schlinge.

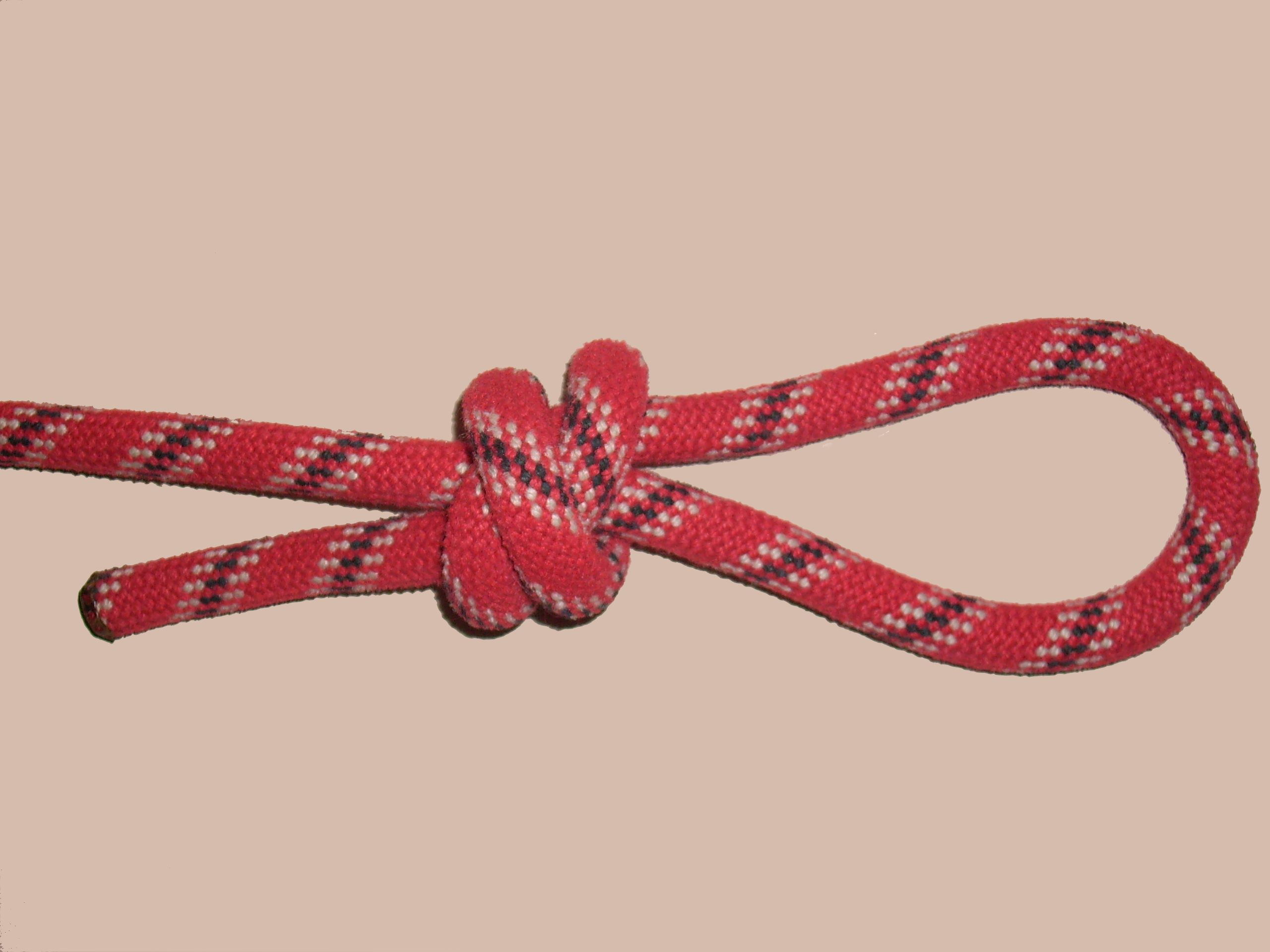
Höhlenknoten

- Wird ein Doppelter Überhandknoten um einen Gegenstand geknüpft, erhält man den Schnürknoten.

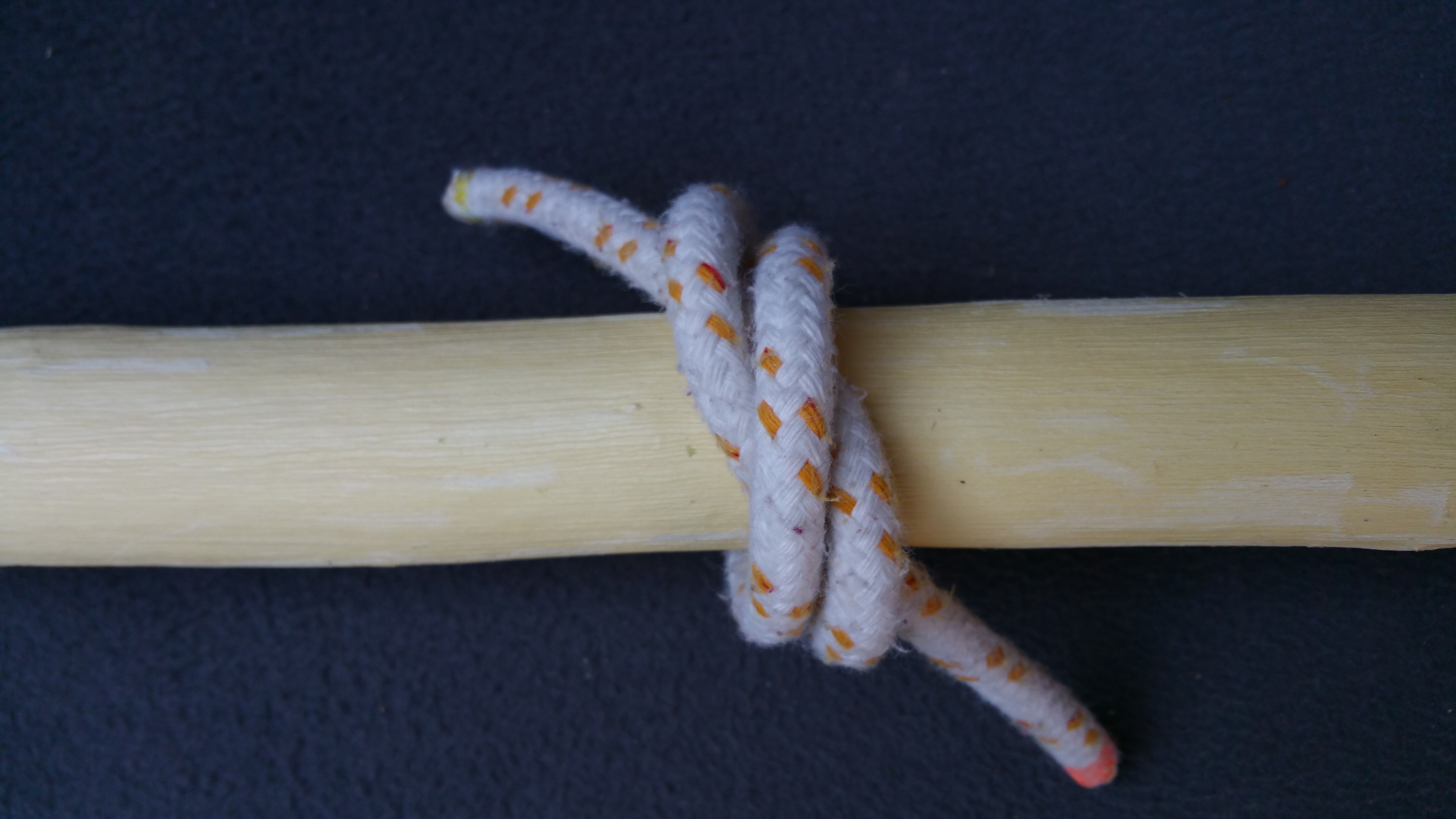
Schnürknoten

- Angler benutzen den Doppelten Grinnerknoten um zwei Angelschnüre zu verbinden.